# Marie-Louise Gagneur
Marie-Louise Gagneur, cuyo apellido de soltera era Mignerot (Domblans, Francia, 25 de mayo de 1832 - París, Francia, 17 de febrero de 1902), fue una escritora y activista francesa. Se mostró comprometida con la república, las asociaciones de trabajadores, la causa feminista, la justicia social y en contra del anticlericalismo. En 1901, se le concedió la Legión de Honor.

## Biografía
Mignerot nació en Domblans, hija de Césarine Martin, que trabajaba para Charles Fourier, y Claude Corneille Mignerot. Creció en un convento; más tarde, renegaría de su educación religiosa.
Gagneur escribió ensayos, relatos breves y novelas. Sus obras se alinearon con el anticlericalismo, especialmente cuando escribió sobre la guerra franco-prusiana. En 1855 escribió el panfleto Projet d’association industrielle et domestique pour les classes ouvrières, que llamó la atención de Wladimir Gagneur, que era veinticinco años mayor que ella y había tomado parte en la Revolución francesa de 1848. Contrajo matrimonio con él uno o dos años después.
En total, escribió más de veinte novelas, siendo la primera de ellas Le Siècle. La Croisade noire, una novela de carácter anticlerical ambientada en la década de los cincuenta del siglo XIX, agotó cinco tiradas en 1872, y se cree que estaba basada en sus propias experiencias en el convento. Asimismo, la novela se volvió a imprimir para las páginas de un periódico local. Les Vierges Russes, publicado en 1870, se tradujo al inglés. Entre el resto de sus obras, destacan Une expiation, Le Roman d'un prêtre y Le Crime de l'Abbé Maufrac.
En 1864, se unió a la Société des gens de lettres, una asociación de escritores fundada por Balzac, Victor Hugo, Alejandro Dumas y George Sand. En 1891, cuestionó las posturas antifeministas de la Academia Francesa y exigió la feminización de los nombres. También exigió la reforma de las leyes francesas sobre el divorcio en varias ocasiones. En 1901 se le reconoció su trabajo con la concesión de la Legión de Honor.
Falleció en París el 17 de febrero de 1902, a los 69 años de edad.

## Selección de obras
- Le Siècle, 1891.
- Une expiation, 1859.
- La Croisade noire, 1864.
- Les Vierges Russes, 1880.
- Le Roman d’un prêtre, 1876.
- Le Crime de l’Abbé Maufrac, 1882.